# Yves Erick Bile
Yves Erick Bile né le 24 décembre 2004 à Attécoubé en Côte d'Ivoire, est un footballeur ivoirien qui évolue au poste d'avant-centre au Ludogorets Razgrad.

## Biographie

### En club
Né à Attécoubé en Côte d'Ivoire, Yves Erick Bile est notamment formé par le Žilina Africa, basé à Accra au Ghana, académie affiliée au MŠK Žilina, qu'il rejoint début 2023.
Il joue son premier match en professionnel avec l'équipe première du MŠK Žilina lors d'une rencontre de coupe de Bulgarie contre le Renop Liptovska Tepla le 23 août 2023. Il entre en jeu à la place d'Henry Addo (en) et donne la victoire à son équipe en marquant également son premier but pour le club (1-2 score final).
Lors de la première partie de la saison 2024-2025, Bile s'impose comme un élément important de son équipe, il inscrit 13 buts en 22 matchs toutes compétitions confondues et délivre 7 passes décisives.
Le 31 janvier 2025, Yves Erick Bile rejoint la Bulgarie afin de signer en faveur du Ludogorets Razgrad, club avec lequel il signe un contrat courant jusqu'en juin 2028.
Le 9 juillet 2025 il découvre la coupe d'Europe avec Ludogorets lors d'un match de Ligue des champions face au FK Dinamo Minsk. Il entre en jeu à la place de Jakub Piotrowski et voit son équipe l'emporter (1-0 score final).

## Palmarès
Ludogorets Razgrad
- Championnat de Bulgarie (1) :
  - Champion : 2024-2025.